# 31 (DIMENSIONのアルバム)
『31』（サーティワン）はDIMENSIONのアルバム。2020年5月6日にZAIN RECORDSから発売。

## 解説
小野塚晃の脱退以後の2人編成として初のリリースとなった。そのため、キーボード及び共同編曲を安部潤と大島こうすけが参加した。

## 収録曲
1. Soul Jam
2. Loop
3. Change The Game
4. ZEBRA
5. Up From The Skies
6. Just For Now
7. Destination
8. Brand New Emotion
9. Silver Shell
10. Are You Ready?
日本女子サッカーリーグのクラブ・INAC神戸レオネッサのテーマソング[1][2]

## レコーディング参加
- 増崎孝司 - ギター
- 勝田一樹 - アルトサックス
  - 安部潤 - キーボード、シンセサイザー、プログラミング[1][2]
  - 大島こうすけ - キーボード、シンセサイザー、プログラミング[1][2]
  - 川崎哲平 - ベース[1][2]
  - 二家本亮介 - ベース[1][2]
  - 則竹裕之 - ドラム[1][2]